# Agave fortiflora
Agave fortiflora ist eine Pflanzenart aus der Gattung der Agaven (Agave). Ein englischer Trivialname ist „Lechuguilla Agave“.

## Beschreibung
Agave fortiflora wächst einzeln. Die offenen Rosetten sind bis 180 cm breit. Die grauen bis bläulichen, variabel angeordneten, spitz zulaufenden, warzigen, quer gebänderten Blätter sind 50 bis 100 cm lang und 8 bis 12 cm breit. Die Blattränder sind variabel gezahnt. Der graue bis braune Enddorn wird 3 bis 5 cm lang.
Der rispige gerade bis gebogene Blütenstand wird 4 bis 6 m hoch. Die gelben Blüten sind 72 bis 82 mm lang und erscheinen am oberen Teil des Blütenstandes an den variabel angeordneten Verzweigungen. Die Blütenröhre ist 11 bis 13 mm lang.
Die Blütezeit reicht von Juni bis August.

## Systematik und Verbreitung
Agave fortiflora wächst in Mexiko im Bundesstaat Sonora an Kalksteinhängen in 100 bis 650 m Höhe. Sie ist vergesellschaftet mit zahlreichen Sukkulenten- und Kakteenarten.
Die Erstbeschreibung durch Howard Scott Gentry ist 1972 veröffentlicht worden.
Agave fortiflora ein Vertreter der Gruppe Ditepalae und wächst begrenzt im Nordwesten des Bundesstaates Sonora in der Sierra Jojoba, Sierrita de Lopez Region und der San Carlos Bay Umgebung. Typisch sind die großen, kräftigen, langlebigen Blüten (Gentry: 1982: S. 438). Die Blütenstruktur von Agave wocomahi ist ähnlich, jedoch werden Unterschiede der Blattstruktur deutlich.